# Teodoro di Atene
Teodoro di Atene (in greco antico: Θεόδωρος Ἀθηναῖος?, Theódōros Athēnâios; Atene, prima del 380 a.C. – dopo il 363 a.C.) è stato un attore ateniese, tra i più celebri della sua epoca (Plutarco lo cita tra le glorie di Atene assieme ad altri quattro attori).
Teodoro è l'attore citato più volte nelle opere di Plutarco.

## Biografia
L'aggettivo "ateniese" riferito a Teodoro compare nei resoconti degli hieropoioi del santuario di Delfi nell'anno 363 a.C. Vista l'entità della donazione fatta da Teodoro al santuario, 70 dracme, è possibile dedurre che fosse piuttosto ricco.
Teodoro viene definito "tragediografo", anziché "attore tragico", sia da Claudio Eliano ("τῆς τραγῳδίας ποιητοῦ") sia da Diogene Laerzio ("ποιητὴς τραγῳδίας"). Esichio di Alessandria, nel riferire di un suo soprannome ("πελεθοβάψ", cioè "spazzino": forse si fa riferimento a una sua interpretazione della parte di Eracle che puliva le stalle di Augia) altrimenti ignoto, lo definisce "attore tragico" ("τραγικὸς ὑποκριτὴς"), ma nel contempo riferisce che alcuni dicono fosse un "tragediografo" ("τινὲς δὲ ποιητὴν αὐτόν φασι γεγονέναι").
Come attore Teodoro viene menzionato anche nella commedia Homoioi di Efippo, suo contemporaneo.

## Carriera da attore
In base a un'iscrizione (IG II2 2325) si può stabilire che vinse per quattro volte alle Lenee; la prima vittoria conosciuta risale alle Dionisie del 390 a.C., la seconda alle Lenee in un anno imprecisato tra il 380 e il 375 a.C.
Aristotele elogia Teodoro per la sua voce, che sembrava proprio quella del personaggio che stava interpretando e non suonava mai artificiosa, a differenza di quella degli altri attori; Aristotele inoltre ricorda come Teodoro fosse abile nell'inserire nelle parti che recitava dei giochi di parole volti a sorprendere lo spettatore. Non è certo che faccia riferimento a lui un passo dei Moralia in cui si elogia l'abilità di un certo Teodoro nell'imitare il rumore di un argano.
Pausania il Periegeta, nel II secolo, ebbe modo di osservare lungo la Via Sacra da Atene ad Eleusi, prima di attraversare il Cefiso, la tomba di Teodoro, da lui definito il miglior attore tragico della sua epoca.

### Parti interpretate
Non si conoscono parti maschili interpretate da Teodoro, mentre si ha notizia di alcuni suoi ruoli femminili.
Secondo un aneddoto narrato da Claudio Eliano, infatti, Teodoro interpretò la parte di Merope nel Cresfonte di Euripide di fronte al tiranno Alessandro di Fere, che si sarebbe commosso al punto da piangere; il fatto può essere datato tra il 369 e il 359 a.C. Lo stesso aneddoto è narrato da Plutarco, che parla di un'altra tragedia (l’Ecuba di Euripide) e quindi di altri personaggi (Ecuba o Polissena secondo la versione nei Moralia, Ecuba e Andromaca secondo la versione nelle Vite parallele) e non cita i nomi degli attori.
Secondo Demostene Teodoro non interpretò mai Le fenicie di Euripide, mentre interpretò spesso l’Antigone di Sofocle.
John Bartholomew O'Connor ipotizza che, siccome spesso Eschine recitava assieme a Teodoro, quest'ultimo abbia interpretato anche la parte di Ippodamia nell’Enomao di Euripide; inoltre, in base a un passo dei Moralia, ipotizza che Teodoro abbia interpretato anche l’Elettra di Sofocle.
Aristotele riferisce che Teodoro non permetteva a nessun attore, neanche a quelli di scarso valore, di avere la parte del personaggio che entrava per primo in scena; questo significa che o Teodoro alterava il testo della tragedia in modo da apparire comunque in scena per primo o, più probabilmente, interpretava sempre la parte del personaggio che entrava in scena per primo, a prescindere dalla sua importanza.